# Paranaiguara
Paranaiguara é um município brasileiro localizado no interior do estado de Goiás. Pertencente ao sul goiano e à microrregião homônima, localiza-se ao sudoeste de Goiânia, capital do estado, distando desta cerca de 352 km. Ocupa uma área de 1.154 km². Sua população em 2020, estimada pelo Instituto Brasileiro de Geografia e Estatística (IBGE) era de 10.140 habitantes.

## História
Antes do ano de 1930, a região onde hoje é o município de Paranaiguara, era praticamente despovoada. Transitavam por ali apenas boiadeiros, conduzindo gado bovino dos municípios do sudoeste goiano para Minas Gerais e São Paulo. 
Tal foi o desenvolvimento econômico do sudoeste goiano, que o meio de escoamento da produção, prejudicado com a dificuldade apresentada pelo Canal de São Simão, tornou necessária a construção de uma ponte sobre o mesmo, cujas obras foram iniciadas em 1930. Em 1933, construída a ponte, o trânsito tornou-se intenso naquela região, que permanecia despovoada. Foi a família de Domiciano Ferreira a primeira a fixar-se no local onde se edificava a cidade, sendo as terras de propriedade de Virgílio Rodrigues da Cunha, até que em 1941 quando João Santana da Silva descobre bons garimpos às margens do ribeirão Mateira. 

Com a notícia dessa descoberta, grande foi a afluência de garimpeiros vindos dos estados da Bahia, Minas Gerais e Mato Grosso. Dentre em breve, no local onde em 1942 havia apenas dois ranchos, formou-se um vilarejo constituído apenas de ranchos de paredes de palha, tomando o nome de Mateira. Várias pessoas colaboraram para o desenvolvimento do lugar. Podemos citar Josias da Silva Lula, que construiu um rego d'água com cerca de 4 km, a fim de explorar o garimpo com grande resultado. Jair Ottoni Soriano, Oswaldo de Araújo Pimpim, Alberto Reis Machado, Antônio Alves da Paixão, Waldivino Macedo, Francisco Palazzo e muitos outros que também incentivaram o progresso. 

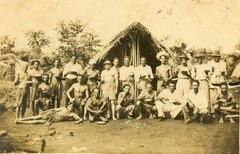
Primeiros garimpeiros e leigos da Paranaiguara velha, em 1941.

Em consequência desse desenvolvimento, em 21 de janeiro de 1950, foi o local elevado a distrito de Quirinópolis pela Lei Municipal nº 11, com o nome de Presidente Dutra. 
Pela Lei nº 743 de 23 de junho de 1953, foi elevado a município, restabelecendo-se o antigo topônimo de Mateira e constituindo-se Termo da Comarca de Quirinópolis, mas para o povo continuava sendo Mateira. Essa época resultou em um grande desenvolvimento que influenciou a posição geográfica entre as cidades de Quirinópolis, Jataí e Ituiutaba, na produção de diamantes e a fertilização de suas terras.  
O primeiro Prefeito foi Joaquim Paula de Oliveira (nomeado), e o primeiro eleito Oscar José Bernardes. 
Possuía o município, o povoado do Canal de São Simão, distante cerca de três quilômetros da sede municipal, devido ao desenvolvimento daquela localidade, a mesma passou a figurar como Distrito, pela Lei Municipal nº 24, de 24 de junho de 1957. Em 14 de novembro de 1958, através da Lei Estadual nº 2108, foi elevado a município, com o nome de São Simão. 
O Poder Legislativo aprovou a Lei nº 1.651 de 17-05-1967, dando novo nome ao município de Mateira que, daquela data em diante, passaria a denominar-se Paranaiguara, que no dicionário da língua tupi-guarani, é constituída por três termos indígenas: "Paraná - Grande; I - Rio; Guara - Margem do vale", que seu significado é "Vale do Grande Rio". Esse nome é uma referência ao Rio Paranaíba, divisor dos estados de Goiás e Minas Gerais. 
Em 1975, a construção da barragem de São Simão represou grande área, inclusive a da sede municipal. Proprietários de toda área alagada foram desapropriados. Tornou-se necessária a construção de nova sede realizada pela Companhia Energética de Minas Gerais (CEMIG), em local previamente escolhido. O terreno era de propriedade dos senhores Aquino Barcelos, Anésio Loureno de Queiróz, João Apolônio Guimarães e Adoniro Alves Capanema.  
Logo assim, foram construídos os prédios públicos correspondentes aos da cidade velha e também comércios, lojas e um estádio de futebol. A nova cidade foi previamente planejada e construída em local de excelente topografia, possuindo os prédios públicos e com excelente funcionalidade. 

## Formação Administrativa
Distrito criado com a denominação de Presidente Dutra, ex-povoado de Mateira, pela lei municipal nº 11, de 21-01-1950, subordinado ao município de Quirinópolis. Em divisão territorial datada de 1-VII-1950, o distrito figura no município de Quirinópolis. 
Elevado à categoria de município com a denominação de Mateira, pela lei estadual nº 743, de 23-06-1953, desmembrado de Quirinópolis. Sede no atual distrito de Mateira, ex-povoado de Presidente Dutra. Constituído do distrito sede. Instalado em 01-01-1954.Em divisão territorial datada de 1-VII-1960, o município é constituído do distrito sede. 
Assim permanecendo em divisão territorial datada de 31-XII-1963. Pela lei estadual nº 6561, de 12-05-1967, o município de Mateira passou a denominar-se Paranaiguara. Em divisão territorial datada de 1-I-1979, o município já de denominado Paranaiguara é constituído do distrito sede. Assim permanecendo em divisão territorial datada de 2007. Alteração toponímica municipal. Mateira para Paranaiguara alterado, pela lei estadual nº 6561, de 12 de maio de 1967. Alteração toponímica distrital Presidente Dutra para Mateira alterado, pela lei estadual nº 743, de 23 de junho de 1953. (Fonte: IBGE) 

## Geografia
Paranaiguara tem uma altitude média de 480 m. Segundo dados, as coordenadas geográficas são de: Latitude: -18.9088, Longitude: -50.646518° 54′ 32″ Sul, 50° 38′ 47″ Oeste. Sua superfície se compõem de 115.383 hectares 1.153,83 km² (445,50 sq mi).
Seu bioma é Cerrado e Mata Atlântica. Paranaiguara predomina-se o clima tropical com estação seca (segundo a classificação climática de Köppen-Geiger). Estando numa região de alta altitude, o ar da cidade é relativamente seco na maior parte do ano, chegando a níveis críticos entre os meses de julho e setembro e ao extremo em agosto. Há três estações bem definidas:
Chuvosa: Fevereiro à março e fim de setembro. Seca: Agosto para setembro. Inverno: Maio.
Suas cidades limítrofes são: Cachoeira Alta, São Simão, Quirinópolis, Caçu e o Estado de Minas Gerais.
Distância do município às principais cidades e metrópoles do país (dados de acordo com o Google Maps 2016):

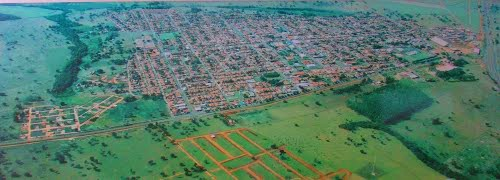
Vista aérea da cidade.

- Rio Verde, GO: 161 KM
- Uberlândia, MG: 275 KM
- Goiânia, GO: 351 KM
- Brasília, DF: 558 KM
- São Paulo, SP: 789 KM
- Belo Horizonte, MG: 810 KM
- Rio de Janeiro, RJ: 1.253 KM

### Hidrografia

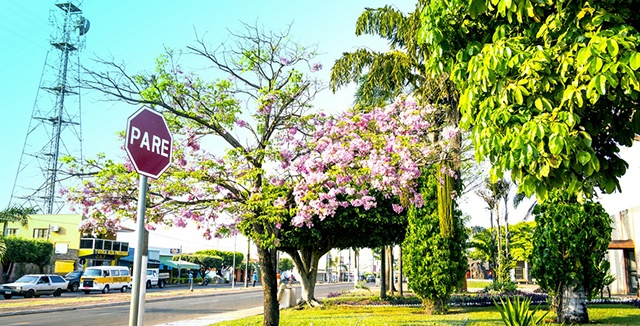
Avenida Presidente Tancredo Neves (Fonte: siteoficial).

- Rio Mateira
- Rio Paranaíba
- Rio Alegre
- Rio Claro

### Infraestrutura
Com uma das melhores infraestruturas da região, Paranaiguara conta com suas avenidas e ruas arteriais largas para um bom tráfico de trânsito. A principal avenida que corta a cidade é a Avenida Presidente Tancredo Neves em homenagem ao ex-presidente e político brasileiro, Tancredo Almeida Neves. As rodovias que ligam a cidade com as demais do estado são a rodovia Juscelino Kubitschek (BR-364) e a GO-164/483 de Paranaiguara à Quirinópolis.

## Economia
No recente crescimento do agronegócio brasileiro, a cidade de Paranaiguara vem crescendo aos poucos com uma considerável estrutura agroindustrial e ferroviária da região. De acordo com IBGE (2015), o município teve seu PIB de R$119.764,43 e seu PIB per capital de R$ 21.535,65. O centro econômico da região é favorável em Caçu e Quirinópolis, pela demanda de usinas de Cana-de-açúcar e Etanol que nos últimos anos geraram empregos à população das cidades vizinhas.
PIB (Produto Interno Produto): Valor adicionado de acordo com IBGE.
Fonte: IBGE, em parceria com os Órgãos Estaduais de Estatística, Secretarias Estaduais de Governo e Superintendência da Zona Franca de Manaus - SUFRAMA.
NOTA: Os dados do Produto Interno Bruto dos Municípios para o período de 2010 a 2013 (série revisada) têm como referência o ano de 2010, seguindo, portanto, a nova referência das Contas Nacionais.

## Religião
Existe na cidade várias igrejas, cerca de dezoito diferentes, dentre as quais as maiores são Igreja Católica (Igreja Matriz Imaculada Conceição construída em 2003, considerada por muitos a mais bela igreja de toda a Diocese de Jataí e nomeada como uma das mais belas da região), Assembléia de Deus Ministério de Anápolis, Congregação Cristã no Brasil e Testemunhas de Jeová. Há também salões de reunião como: Universal do Reino de Deus, Igreja Mundial do Poder de Deus, um Centro Espírita Kardecista, alguns grupos budistas e crentes, porém a maioria dos fiéis da população são católicos e evangélicos.

## Educação
Paranaiguara têm um bom ensino na educação, contém duas creches municipais; uma escola primária: Educandário Municipal Oscar Bernades, duas escolas de ensino fundamental: Colégio Estadual Presidente Costa e Silva; Colégio Estadual Bartolomeu Bueno da Silva e um colégio de ensino médio: Colégio Estadual Belmiro Soares, um dos melhores colégio de ensino da região junto ao Colégio São José em São Simão e Colégio Expansão em Quirinópolis.
A cidade também conta com uma escola técnica municipal e cursos técnico da EAD IF Goiano de ensino a distância.
O transporte escolar público tem muitos alunos rurais da região que estudam nas escolas e têm os alunos universitários que estudam na FESURV em Rio Verde e para alunos da faculdade FAQUI em Quirinópolis.

## Turismo

### Cultura e Lazer
O principal turismo da cidade é no mês de maio que acontece a Festa de Maio que são 4 dias de festa, onde vêm vários cantores, há também apresentações das escolas; parques e balada. Em setembro acontece o Karkspora, uma festa e tradição da cidade. As duas maiores festas atrai várias pessoas da região. Há também alguns pontos turísticos e de lazer como a igreja católica, um Pesque-Pague localizado na BR-364 a 1 KM sentido a Cachoeira Alta.
Na praça dos Três Poderes há um marco da antiga Paranaiguara (uma pedra rochosa), situa-se também: A prefeitura municipal; a câmara municipal; o fórum; a biblioteca municipal e a promotoria. Na praça também tem o Teatro Municipal onde acontece algumas atrações das escolas. Também já teve atração de pessoas conhecidas como uma delas, os humoristas de Goiás (Nilton Pinto e Tom Carvalho).
A vida noturna na cidade é bem diversificada, tem várias lanchonetes, pizzarias, sorveterias e praças no centro da cidade e as casas noturnas mais conhecidas da cidade e na região são as danceterias: Sonic Hall Dance e Beer House Dance. Na cidade há também salões de festas, como: Fazendão e um Conviver da 3º idade.

### Esporte
A cidade conta um estádio municipal: Estádio Onicolau, o time profissional da cidade é o PEC - Paranaiguara Esporte Clube, que participa de algumas ligas e campeonatos no Sudoeste Goiano e outras competições intermunicipais.
Paranaiguara tem um clube poliesportivo municipal, contendo 4 piscinas de diferentes tamanhos; 1 campo de treinamento; 1 campo society; 1 quadra de vôley de areia; 1 quadra aberta de futsal e 1 parque infantil. A cidade também tem um ginásio de esportes onde acontece várias competições intermunicipais da região e do sudoeste goiano, tais como: Vôley Masculino/Feminino e Futsal.
No futsal Paranaiguara conta com a equipe que e seu orgulho O C.A.I - Clube Atlético Independente, que representa gloriosamente a cidade em vários torneios intermunicipais e campeonatos regionais e manda seus jogos no ginásio de esportes Vicente Cândido da Silva.
Na rodovia ao lado esquerdo da cidade também tem uma ampla pista de caminhada que liga de um trevo a outro e alguns playground para atividades físicas.

## Setores urbanos
- Centro
- Setor Irmã Cristina 1
- Setor Irmã Cristina 2
- Setor Industrial 1
- Setor Industrial 2
- Setor Mateirinha 1
- Setor Mateirinha 2
- Setor Teófilo Nonato
- Setor Antônio Gabriel
- Setor Sul
- Vila Maria
- Residencial Maria Abadia
- Residencial Vitória
- Residencial Conquista
- Residencial Maria Abadia
- Residencial Novo Sonho